# أحمد السيد عوضين
الدكتور أحمد السيد عوضين هو كاتب مصري.

## كتب
| الاسم                            | دار النشر                                                            | تاريخ النشر  | عدد الصفحات | ردمك ISBN         | المصدر |
| -------------------------------- | -------------------------------------------------------------------- | ------------ | ----------- | ----------------- | ------ |
| المازني: ساخر العصر الحديث       | الدار المصرية اللبنانية السلسلة: مشاهير الكتاب العرب للناشئة وللشباب | 1 يناير 1998 | 112         | (ردمك 9772704145) | [ 1 ]  |
| المازني بعد نصف قرن              | دار الهلال                                                           | 1998         | 364         | (ردمك 9770705853) | [ 2 ]  |
| البحر الصغير                     | دار الشروق                                                           | 1 يناير 2006 | 191         |                   | [ 3 ]  |
| محاكمة أولاد حارتنا              | دار المعارف                                                          | 2014         | 288         |                   | [ 4 ]  |
| يونان لبيب رزق: مؤرخ مصر المعاصر |                                                                      |              |             |                   | [ 5 ]  |
| كلمة حق عن السفير د. مصطفى كامل  |                                                                      |              |             |                   | [ 6 ]  |
| درية شفيق: بنت النيل             |                                                                      |              |             |                   | [ 7 ]  |
| في عالم المازني                  | الهيئة العامة لقصور الثقافة                                          |              | 217         |                   | [ 8 ]  |

## مقالات
| الاسم                                        | اسم المجلة | تاريخ العدد | المصدر |
| -------------------------------------------- | ---------- | ----------- | ------ |
| الطوق (قصة)                                  | القصة      | يوليو 1964  | [ 9 ]  |
| بين صلاتين (شعر)                             | القاهرة    | يونيو 1987  | [ 9 ]  |
| مقال لم يكتبه المازني: المازني.. ونجيب محفوظ | القاهرة    | يناير 1990  | [ 9 ]  |
| عندما يتحدث السفير                           | الهلال     | ديسمبر 1996 | [ 9 ]  |
| مناجاة (قصيدة)                               | الهلال     | نوفمبر 1999 | [ 9 ]  |
| من وراء حجاب (قصيدة)                         | الهلال     | أكتوبر 2001 | [ 9 ]  |
| ولقد فقدتك قريتى..!! (قصيدة)                 | الهلال     | مايو 2002   | [ 9 ]  |
| متى..أراه؟ (قصيدة)                           | الهلال     | فبراير 2004 | [ 9 ]  |
| مع.. نجيب                                    | ضاد        | نوفمبر 2006 | [ 9 ]  |
| نقد الأدب العربي بين أحمد أمين وزكي مبارك    |            |             | [ 10 ] |
| هوامش حول تاريخنا الأدبي المعاصر             |            |             | [ 10 ] |
| ولقد فقدتك قريتي ..!! (شعر)                  |            |             | [ 10 ] |
| هوامش حول حرية الصحافة                       |            |             | [ 10 ] |
| مع .. (الشاطر حسن): قصة                      |            |             | [ 10 ] |
| نهر الجنون                                   |            |             | [ 10 ] |
| من وراء حجاب (شعر)                           |            |             | [ 10 ] |